# 이병록
이병록(1958년 10월 26일~ )은 예비역 대한민국 해군 제독(준장)이자 현역 정치인이다.

## 생애

### 군인
해군사관학교 36기로 입학(1978년) 및 임관(1982년) 했으며 동기로는 이범림 중장, 이상훈 해병대 중장(해병대사령관) 등이 있다.
진정한 해군 가족이다. 슬하에 1남1녀가 있는데 딸(해군사관후보생 109기) 아들(해군사관후보생 114기)이 모두 해군에서 복무했다. 사위 역시 해군 출신이다.
36년 동안 광주함, 강원함, 충남함, 안양함 등 함장으로써의 해상 근무와 해군기초군사교육단장, 합동참모본부 상부지휘구조개편추진단 등 해군의 주요 교육,인사,행정 보직을 거쳐 2013년 7월 전역했다.
전역후에는 군사전문가의 면보를 보이며 합동참모본발전연구위원과 민주평화통일자문회의 자문위원 등을 지냈다.

### 정치인
2019년 군 출신으로는 드물게 진보정당인 정의당에 인재영입으로 입당하여 화제가 되었다. 
당시 자유한국당에서는 공관병 갑질 논란의 박찬주 대장을 영입하였는데 이와 극명히 대비되는 정치적 효과를 얻은 것으로 보인다.
입당 이후 정의당 국민안보특별위원회 위원장으로 활동중이다.